# St. Georg (Pürgen)

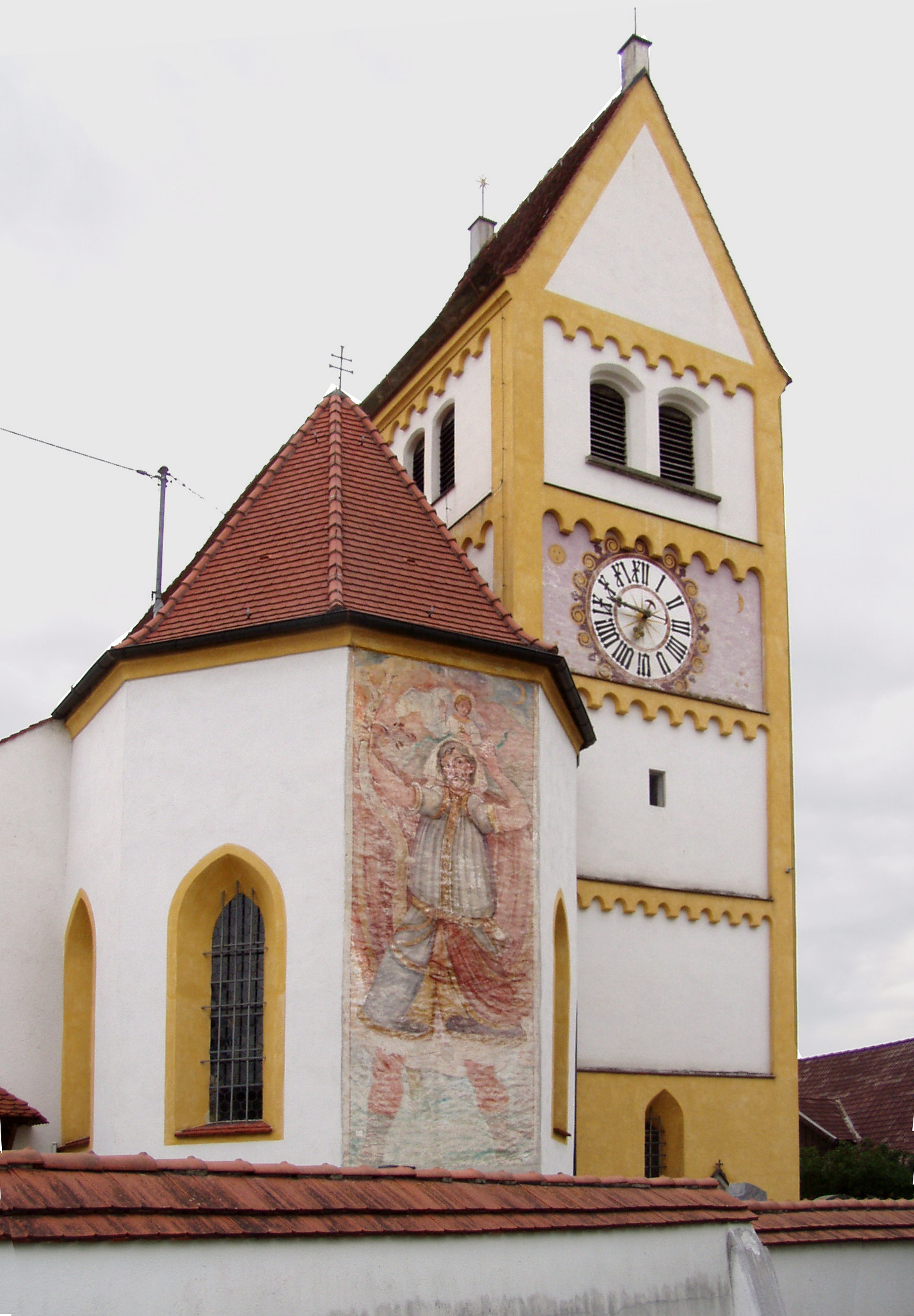
St. Georg in Pürgen (2004)

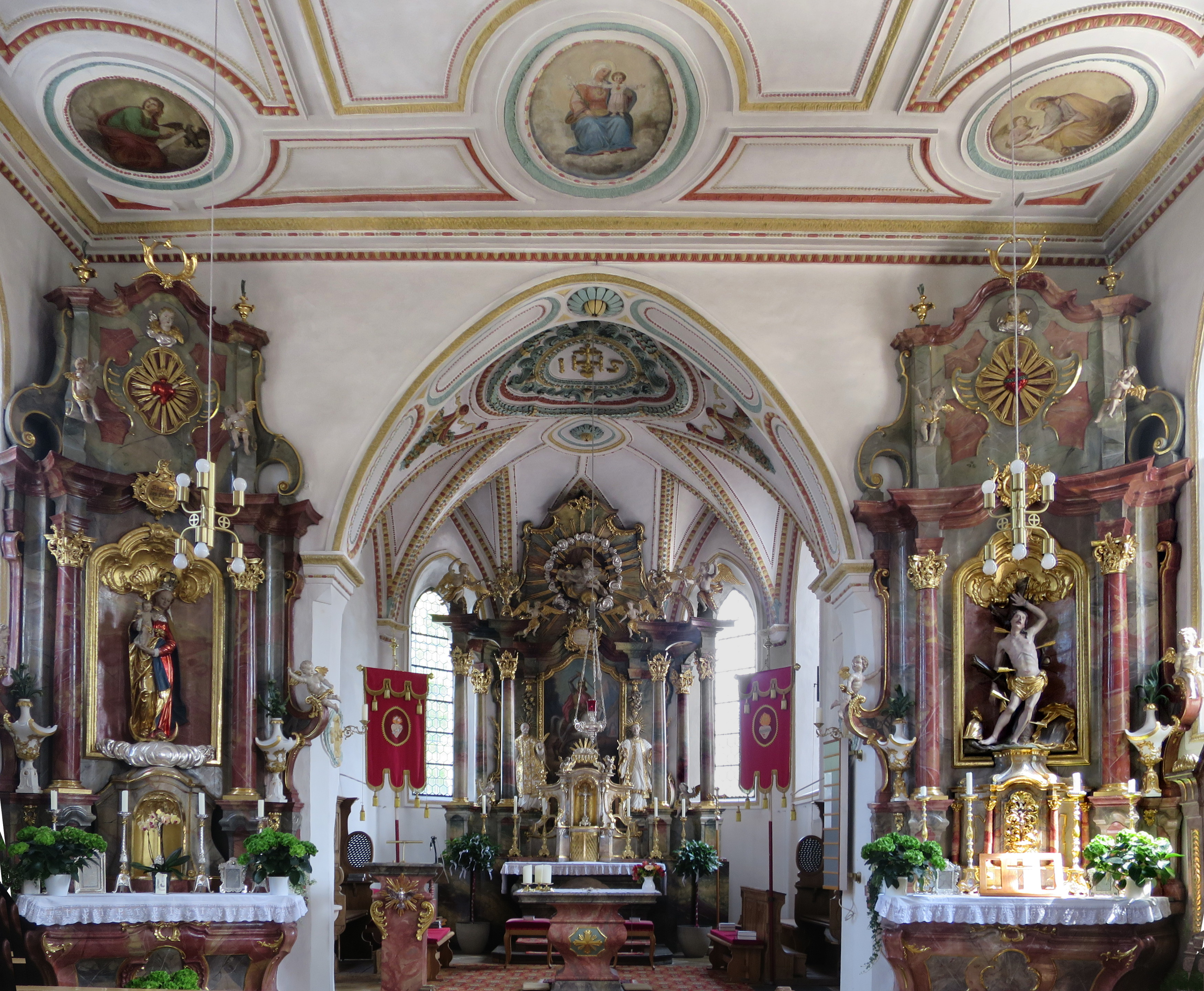
Altäre

Die römisch-katholische Pfarrkirche St. Georg steht in Pürgen, einer Gemeinde im oberbayerischen Landkreis Landsberg am Lech. Die Kirche steht unter Denkmalschutz und ist in der Liste der Baudenkmäler in Pürgen unter der Nr. D-1-81-141-1 eingetragen. Sie gehört zum Dekanat Landsberg des Bistums Augsburg. 

## Beschreibung
Die gotische Saalkirche wurde 1500 unter Einbeziehung von Teilen der romanischen Vorgängerkirche erbaut und im Innern im 17./18. Jahrhundert barock umgestaltet. Sie besteht aus dem später im Westen durch einen Anbau vergrößerten Langhaus, dem eingezogenen, dreiseitig geschlossenen Chor im Osten, der Sakristei an der Südwand, in deren Obergeschoss sich ein Oratorium befindet, und dem Chorflankenturm aus der zweiten Hälfte des 14. Jahrhunderts an der Nordwand des Chors. Sein oberstes Geschoss enthält den Stahlglockenstuhl, in dem bis auf die kleinste die fünf Glocken aus dem Jahr 1948 an gekröpften Jochen aus Stahl hängen. Im Geschoss darunter steht die mechanische Turmuhr, die heute noch (Stand 2025) von Hand aufgezogen wird.
Der Innenraum des Langhauses ist mit einer Kassettendecke überspannt, der des Chors mit einem Kreuzrippengewölbe. Die Altäre stammen aus dem späten 18. bzw. aus dem frühen 19. Jahrhundert.
Für Kirchenbesucher etwas versteckt sind die Fresken aus der zweiten Hälfte des 14. Jahrhunderts in der Taufkapelle. Auf einem der Bilder ist die Kreuzigung Jesu dargestellt. Außer Maria und Johannes, die um den Gekreuzigten trauern, zeigt es den Adligen Ulrich von Pfetten, den wahrscheinlichen Auftraggeber der Malerei, erkennbar an seinem Wappen. Den größten Teil der Fresken nimmt die Kampfszene zwischen dem heiligen Georg und dem Drachen ein. Im Laufe der Jahrhunderte waren die Bilder im Zuge von Umbauten überstrichen worden, wurden aber 1899 auf Initiative des Pfarrers Ludwig Gebhart freigelegt, und der Raum wurde erneut als Kapelle gestaltet.
Das Fresko an der Außenwand des Chors, das bis zur Dachtraufe reicht, zeigt den Hl. Christophoros mit dem Jesusknaben auf der Schulter. Im Verlauf umfangreicher Sanierungsarbeiten in den Jahren 2017/18 wurde dieses Bild restauriert, und der Außenanstrich der Kirche erhielt eine neue Farbgebung; vorheriges Gelb wurde durch ein dezentes Grau ersetzt.
Die heutige Orgel mit zehn Registern auf zwei Manualen und Pedal wurde 1972 von Gerhard Schmid gebaut.